# Komako Kimura
Komako Kimura (1887-1980), también escrito Komaku Kimura o Komago Kimura en diarios estadounidenses, fue una feminista y sufragista japonesa, actriz, bailarina, directora de teatro y editora de revista antes de la Segunda Guerra Mundial.

## Biografía

### Primeros años
Komako Kimura se formó como actriz desde la infancia. También leyó autores occidentales en la escuela, incluida la feminista Ellen Key, cuyos escritos Kimura admiraba especialmente.

### Carrera
En 1913, Komako Kimura fue cofundadora de "The Real New Women's Association" (Shin Shinfujinkai) y editora de la revista Shin shin fujin. Viajó a Nueva York en 1917 para participar en una marcha a favor del sufragio femenino, estudiar inglés, aprender de las estrategias de las sufragistas estadounidenses, y recaudar fondos para continuar con los esfuerzos del sufragio femenino en Japón. Hizo planes para publicar una revista en los Estados Unidos, titulada The Japanese Suffragist.
Komako Kimura actuó en la mayoría de los papeles femeninos en Shakespeare (en japonés) y dirigió dos teatros en Tokio. "Me han dicho que una sufragista bailarina es algo que los Estados Unidos no entiende del todo",  comentó en una entrevista en 1917. "Todos debemos tener algunos medios de subsistencia mientras luchamos por nuestros ideales".

### Vida personal
Komako Kimura estuvo casada con el maestro espiritual y sanador Hideo Kimura, y tuvieron un hijo, nacido en 1909. Mientras vivían en Nueva York, los Kimura demostraron las disciplinas físicas japonesas y realizaron ceremonias religiosas.